# Ae Dil Hai Mushkil
Pour plus de détails, voir Fiche technique et Distribution.
Ae Dil Hai Mushkil (ऐ दिल है मुश्किल) est un film indien réalisé par Karan Johar, sorti en 2016.

## Synopsis
Ayan Sanger, un chanteur, devient ami avec Alizeh puis commence à développer des sentiments pour elle. Mais celle-ci décide de se remettre en couple avec son ex, DJ Ali.

## Fiche technique
- Titre : Ae Dil Hai Mushkil
- Titre original : ऐ दिल है मुश्किल
- Réalisation : Karan Johar
- Scénario : Karan Johar et Niranjan Iyengar
- Musique : Pritam Chakraborty
- Photographie : Anil Mehta
- Montage : Manik Dawar
- Production : Hiroo Johar, Karan Johar et Apoorva Mehta
- Société de production : ADHM Films, Dharma Productions et Fox Star Studios
- Société de distribution : Night Ed Films (France)
- Pays :  Inde
- Genre : Drame, film musical et romance
- Durée : 158 minutes
- Dates de sortie : 
  - Internationale : 28 octobre 2016

## Distribution
- Ranbir Kapoor : Ayan Sanger
- Aishwarya Rai Bachchan : Saba
- Anushka Sharma : Alizeh
- Fawad Khan : Ali
- Lisa Haydon : Lisa D'Souza
- Imran Abbas : Dr. Faisal

## Distinctions
Le film a été nommé pour neuf Filmfare Awards et en a remporté trois : meilleur chanteur de playback pour Arijit Singh, meilleure direction musicale pour Pritam Chakraborty et le prix R. D. Burman de la révélation musicale pour Amit Mishra (chanson Bulleya).